# از خودم بیشتر خوشم میاد
«از خودم بیشتر خوشم میاد» تک‌آهنگی از لو است. این تک‌آهنگ در آلبوم لو قرار داشت.
این تک‌آهنگ در چارت‌های استرالیا، اتریش، و آلمان جزو ده ترانه اول قرار گرفت.